# سیکلید اوئارو
سیکلید اوئارو (uaru) (نام علمی: Uaru amphiacanthoides)، یا سیکلید مثلثی، گونه‌ای از سیکلیدهای بومی آمریکای جنوبی است که در رودخانه‌های شفاف حوضه رود آمازون وجود دارد. این گونه می‌تواند تا ۲۵ سانتیمتر (۹٫۸ اینچ) SL رشد کند. همچنین به برای مردم بومی به عنوان یک منبع غذایی اهمیت دارد و در تجارت آکواریومی یافت می‌شود.